# Brachys ovatus
Brachys ovatus es una especie de escarabajo barrenador metálico del género Brachys, categorizada en la tribu Trachyini, de la subfamilia Agrilinae. Fue descrita científicamente por Weber en 1801.

## Subespecies
Estas dos subespecies pertenecen a la especie Brachys ovatus:
- Brachys ovatus bellporti Nicolay & Weiss
- Brachys ovatus ovatus